# La Homa
La Homa és una concentració de població designada pel cens dels Estats Units a l'estat de Texas. Segons el cens del 2000 tenia 10.433 habitants.

## Demografia
Segons el cens del 2000, La Homa tenia 10.433 habitants, 2.381 habitatges, i 2.211 famílies. La densitat de població era de 587,2 habitants/km².
Dels 2.381 habitatges en un 67% hi vivien nens de menys de 18 anys, en un 75,7% hi vivien parelles casades, en un 13,3% dones solteres, i en un 7,1% no eren unitats familiars. En el 6% dels habitatges hi vivien persones soles el 2,3% de les quals corresponia a persones de 65 anys o més que vivien soles. El nombre mitjà de persones vivint en cada habitatge era de 4,37 i el nombre mitjà de persones que vivien en cada família era de 4,52.
Per edats la població es repartia de la següent manera: un 43,2% tenia menys de 18 anys, un 11,9% entre 18 i 24, un 29% entre 25 i 44, un 11,7% de 45 a 60 i un 4,2% 65 anys o més.
L'edat mediana era de 22 anys. Per cada 100 dones de 18 o més anys hi havia 95,3 homes.
La renda mediana per habitatge era de 16.887 $ i la renda mediana per família de 17.707 $. Els homes tenien una renda mediana de 15.295 $ mentre que les dones 13.897 $. La renda per capita de la població era de 5.180 $. Aproximadament el 53,8% de les famílies i el 57,4% de la població estaven per davall del llindar de pobresa.

## Poblacions més properes
El següent diagrama mostra les poblacions més properes.